# 垣内松三
垣内 松三（かいとう まつぞう、1878年1月11日 - 1952年8月25日）は、日本の国語教育学者・国文学者。

## 来歴
岐阜県高山市出身。旧姓は代情(よせ)。1903年東京帝国大学国文科卒。
東京帝国大学講師、東京女子高等師範学校教授、1919年ヨーロッパ外遊、1920年東京高等師範学校講師、1924年教授。のち東洋大学教授。
筆名として「まつみ」とも読ませた。墓所は雑司ヶ谷霊園。

## 業績
垣内は国学を研究すると同時に、言語学・心理学・現象学といった西洋諸科学とを止揚する学術体系の構築を目指し、生涯をかけてこれに取り組んでいるが、その渉猟する学術領域の広さ、探究する対象群の深さ、そして独創的な発想と理想の高さは、いずれにおいても他の追随を許さないものとなっている。専門分化の進む各学術領域の研究成果を咀嚼して援用しつつも、その眼差しは常に国語学・国文学・国語教育の全的統一にあり、かつ子供の言語的人格の陶冶に資する教育的実践の開発にあった。
垣内は自ら教室に赴いて夥しい実地調査を敢行しており、例えば授業観察においては、常にストップウオッチを携行し、新聞記者に教室談話の速記を依頼して、精密な授業記録を作成している。机上にとどまらず、実際的な研究と教育貢献に労を厭わなかった垣内の研究姿勢は、常に子供たちの健やかな成長に向けられていた。

## 著書

### 単著
- 『女子の玉づさ 習字兼用』中村春堂 (梅太郎) 書 精華堂 1911
- 『石叫ばむ 国民生活』不老閣書房 1919
- 『国語の力』不老閣書房、1922 国文学習叢書
- 『国語教授の批判と内省』不老閣書房、1927
- 『絵と文 作文学習』新泉社、1928
- 『国文学体系』不老閣、1930
- 『形象と理会 小学国語読本』文学社 1933
- 『国語教育の理論と実践』不老閣書房 1933
- 『実践解釈学考』不老閣書房、1933
- 『国語教育科学 独立講座』全5巻 文学社 1934

### 共編著
- 『現代文学』編 尚文堂 1921 国文学大系
- 『近代文学』編 尚文堂 1922 国文学大系
- 『国語読本文意の研究』土方義道共著 不老閣書房 1925
- 『国文鑒』編 文学社 1926
- 『読方教授の理論と実際 国語読本』斎藤栄治共著 目黒書店 1926
- 『現代文鑑』編 明治書院 1928
- 『女子現代文鑑』編 明治書院 1928
- 『赫映姫篇』斎藤清衛共編 星野書店 1929 日本文学読本大系
- 『兼好抄』斎藤清衛共編 星野書店 1929 日本文学読本大系
- 『楠公父子篇』斎藤清衛共編 星野書店 1929 日本文学読本大系
- 『標準漢和辞典』後藤朝太郎共編 正和堂書房 1929
- 『秋成抄』斎藤清衛共編 星野書店 1930 日本文学読本大系
- 『清盛篇』斎藤清衛共編 星野書店 1930 日本大学読本大系
- 『国文学書目集覧』毛利昌共著 明徳堂 1930
- 『俊寛篇』斎藤清衛共編 星野書店 1930 日本文学読本大系
- 『真淵抄』斎藤清衛共編 星野書店 1930 日本文学読本大系
- 『正徹本徒然草』川瀬一馬 校 文学社 1931 古典叢刊
- 『文と絵の焦点 小学国語読本巻二学習指導』高橋喜藤治共著 育英書院 1933